# Vinäs
För slottet utanför Västervik se Vinäs slott.

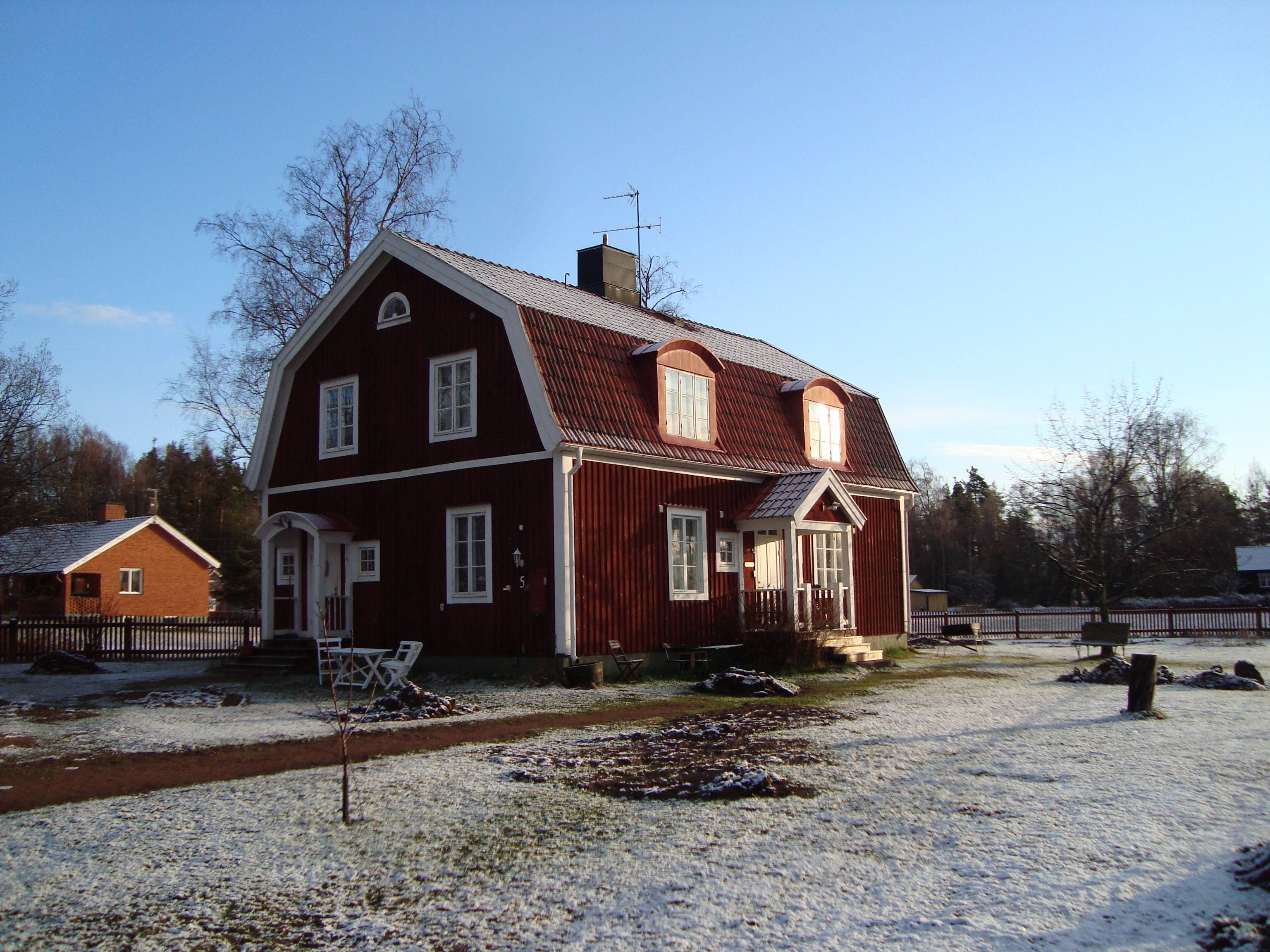
Gamla lärarbostaden i Vinäs, numera vandrarhem.

Vinäs är en tätort och by i Mora kommun, Dalarnas län, belägen vid Vinäsfjärden, som är den nordligaste delen av Siljan, några kilometer söder om Mora. Genom byn flyter Vinäsbäcken, vars dalgång, Vinäsgraven, är naturreservat. Mora-Siljans flygplats ligger i anslutning till orten.

## Befolkningsutveckling
| Befolkningsutvecklingen i Vinäs 1960–2020 | Befolkningsutvecklingen i Vinäs 1960–2020 | Befolkningsutvecklingen i Vinäs 1960–2020 | Befolkningsutvecklingen i Vinäs 1960–2020 | Befolkningsutvecklingen i Vinäs 1960–2020 |
| ----------------------------------------- | ----------------------------------------- | ----------------------------------------- | ----------------------------------------- | ----------------------------------------- |
|                                           |                                           |                                           |                                           |                                           |
| År                                        |                                           |                                           | Folkmängd                                 | Areal (ha)                                |
| 1960                                      | 1960                                      |                                           | 333                                       |                                           |
| 1965                                      | 1965                                      |                                           | 324                                       |                                           |
| 1970                                      | 1970                                      |                                           | 295                                       |                                           |
| 1975                                      | 1975                                      |                                           | 277                                       |                                           |
| 1980                                      | 1980                                      |                                           | 311                                       |                                           |
| 1990                                      | 1990                                      |                                           | 335                                       | 84                                        |
| 1995                                      | 1995                                      |                                           | 320                                       | 87                                        |
| 2000                                      | 2000                                      |                                           | 333                                       | 87                                        |
| 2005                                      | 2005                                      |                                           | 331                                       | 87                                        |
| 2010                                      | 2010                                      |                                           | 329                                       | 87                                        |
| 2015                                      | 2015                                      |                                           | 312                                       | 106                                       |
| 2020                                      | 2020                                      |                                           | 322                                       | 103                                       |
|                                           |                                           |                                           |                                           |                                           |